# Classe Habsburg
A Classe Habsburg foi uma classe de navios couraçados pré-dreadnought operados pela Marinha Austro-Húngara, composta pelo SMS Habsburg, SMS Árpád e SMS Babenberg. Suas construções começaram na virada para o século XX nos estaleiros da Stabilimento Tecnico Triestino em Trieste; os batimentos das quilhas do Habsburg e Árpád ocorreram em 1899, enquanto do Babenberg foi em 1901. Eles foram os primeiros couraçados comissionados para a Áustria-Hungria e suas construções marcaram o início de um grande programa de expansão e modernização naval.
Os couraçados da Classe Habsburg tinham um comprimento de 114 metros, boca de dezenove metros, calado de pouco mais de sete metros e um deslocamento carregado que podia chegar a quase nove mil toneladas. Seus sistemas de propulsão eram compostos por dezesseis caldeiras a carvão que alimentavam dois motores de tripla-expansão com quatro cilindros, que por sua vez giravam duas hélices até uma velocidade máxima de dezenove nós (36 quilômetros por hora). Os navios eram armados com uma bateria principal formada por três canhões de 240 milímetros.
Os navios tiveram serviço limitado durante a Primeira Guerra Mundial. Eles deram suporte em agosto de 1914 para a fuga dos cruzadores alemães SMS Goeben e SMS Breslau da Itália para o Império Otomano, enquanto em maio de 1915 participaram do Bombardeio de Ancona. Foram descomissionados em 1916, passando a atuar como um navios de defesa costeira. Os três foram brevemente colocados de volta no serviço em 1918 como um navios de treinamento. Com a derrota da Áustria-Hungria, as embarcações foram entregues ao Reino Unido e desmontadas em 1921.

## Antecedentes
O almirante Hermann von Spaun foi nomeado o Comandante da Marinha Austro-Húngara em 1897 e logo percebeu que as doutrinas da Jeune École não realizariam os objetivos navais austro-húngaros da época. Consequentemente, ele propôs um novo plano de expansão naval que incluiria um grande número de couraçados, cruzadores, contratorpedeiros e barcos torpedeiros. Os já existentes navios de defesa de costa da Classe Monarch seriam considerados os primeiros couraçados, porém os restantes precisariam ser projetados e construídos segundo o padrão de outras frotas.
Spaun teve o apoio do arquiduque Francisco Fernando, o herdeiro presuntivo do trono, que também enxergou a necessidade de construir navios de guerra modernos. O Ministério das Relações Exteriores também acreditava que uma marinha forte seria essencial para defender os interesses do país no exterior, especialmente depois de navios modernos dos Estados Unidos terem destruído esquadras espanholas na Guerra Hispano-Americana. A Áustria-Hungria tinha grandes interesses comerciais no Levante e o número de portos acessados por navios mercantes austro-húngaros estavam crescendo. O orçamento necessário para a construção das embarcações foi aprovado em 1898.

## Projeto

### Características

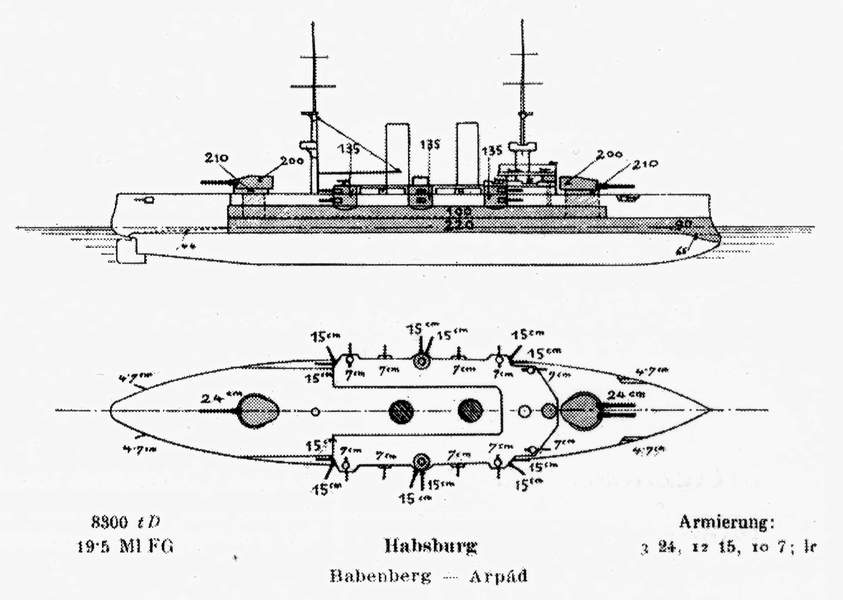
Diagrama dos navios da Classe Habsburg

Os navios da Classe Habsburg foram projetados pelo arquiteto naval Siegfried Popper. Eles tinham 113,1 metros de comprimento da linha de flutuação e 114,6 metros de comprimento de fora a fora. Tinham uma boca de 19,8 metros, calado de 7,5 metros e borda livre de aproximadamente 5,8 metros na proa e por volta de 5,5 metros na popa. O deslocamento carregado chegava em 8 965 toneladas e suas tripulações eram formadas por 638 oficiais e marinheiros. Os couraçados tinham um convés principal nivelado e pranchado com madeira, enquanto os conveses superiores eram cobertos por linóleo e corticina.
Os cascos de todos os navios foram construídos com esqueletos internos transversais e longitudinais de aço, sobre os quais as placas externas foram rebitadas. O casco incorporava um fundo duplo que cobria aproximadamente 63% por cento de seu comprimento total. Uma série de anteparas a prova d'água se estendiam desde a quilha até o convés superior; havia ao todo 174 compartimentos a prova d'água em cada embarcação. Os couraçados tinham uma altura metacêntrica que ficava entre 82 centímetros e 1,02 metro. Quilhas de sentina também foram instaladas nas laterais.
As embarcações eram impulsionadas por dois conjuntos de motores de tripla-expansão com quatro cilindros, que eram alimentados por um total de dezesseis caldeiras do tipo Belleville, que giravam duas hélices. O maquinário do SMS Habsburg era capaz de gerar 15 063 cavalos-vapor (11 232 quilowatts) de potência, o que fazia com que o navio chegasse a uma velocidade máxima de 19,62 nós (36,34 quilômetros por hora). O sistema do SMS Árpád era levemente menos eficiente, produzindo 14 307 cavalos-vapor (10 669 quilowatts), porém conseguiu chegar a uma velocidade de 19,65 nós (36,39 quilômetros por hora) durante seus testes marítimos. O SMS Babenberg era o mais potente dos três, produzindo dezesseis mil cavalos-vapor (11,2 mil quilowatts) e chegando a uma velocidade máxima de 19,85 nós (36,76 quilômetros por hora).

### Armamentos
Os navios da Classe Habsburg tinham uma bateria principal composta por três canhões L/40 de 240 milímetros montados em duas torres de artilharia, uma dupla instalada na frente da superestrutura e uma simples instalada atrás. As armas do Habsburg e do Árpád foram produzidas pela Krupp na Alemanha, sendo do tipo K/97, enquanto aquelas do Babenberg foram fabricadas pela Škoda-Werken na Boêmia e eram do tipo K/01. As torres de artilharia podiam abaixar até cinco graus negativos e elevar até vinte graus, enquanto o arco de tiro era de 130 graus para cada lado. Cada arma necessitava de vinte tripulantes para ser operada. Na elevação máxima, elas eram capazes de disparar um projétil de 229 quilogramas a uma distância de 15,8 quilômetros. Os canhões do Habsburg e Árpád podiam disparar com uma cadência de tiro de dois disparos por minuto, enquanto a cadência de tiro do Babenberg era de dois a três disparos por minuto, os dois primeiros com uma velocidade de saída de 705 metros por segundo e o terceiro com 725.
Sua bateria secundária consistia em doze canhões alemães SK L/40 de 150 milímetros montados em casamatas. Eles eram dispostos em um arranjo incomum, com seis canhões em cada lado da embarcação, divididos em dois conveses. Elas podiam abaixar até sete graus negativos e subir até vinte, o que permitia o disparo de um projétil de quarenta quilogramas a 13,7 quilômetros de distância, possuindo uma velocidade de saída que ficava entre 725 e oitocentos metros por segundo. Seu arco de tiro era de 150 graus em cada lado e tinham uma cadência de tiro que ficava entre quatro e cinco disparos por minutos. Cada canhão era completamente operado manualmente. Havia outras armas menores, incluindo dez canhões L/45 de 66 milímetros, seis canhões L/44 de disparo rápido de 47 milímetros e dois canhões L/33 de disparo rápido de 47 milímetros. Todas estas eram instaladas em torres simples no convés e na superestrutura e em casamatas na proa e popa. Também havia dois tubos de torpedo Whitehead de 450 milímetros.

### Blindagem
Os couraçados eram protegidos com um aço cromo-níquel endurecido. O cinturão de blindagem tinha 220 milímetro de espessura na parte central dos navios, onde os depósitos de munição, sala de máquinas e outros espaços importantes ficavam localizados. O cinturão se afinava para 180 milímetros de espessura nas extremidades na seção central. Depois das barbetas, o casco era protegido com placas de cinquenta milímetros que seguiam até a proa e popa. Todo o cinturão, incluindo as partes mais finas na frente e atrás das barbetas, iam até 1,3 metro abaixo da linha d'água e 1,06 metro acima. O cinturão era alargado na proa para cobrir o rostro. A proteção lateral era complementada por uma blindagem de cem milímetros acima do cinturão; esta seção seguia até o convés principal. O convés era blindado com quarenta milímetros de espessura.
As torres de artilharia da bateria principal eram protegidas por placas de blindagem de 210 milímetros de espessura na frente e nas laterais. As barbetas que mantinham as torres no lugar e protegiam as estações de trabalho e outras partes vitais da seção eram blindadas com 183 milímetros de espessura. As casamatas dos canhões de 150 milímetros eram protegias com 137 milímetros de blindagem no lado externo e 88 milímetros no lado dentro, que era menos vulnerável. A torre de comando dianteira tinha laterais de duzentos milímetros de espessura e também continha um tubo de comunicações que possuía uma proteção de 150 milímetros. Por outro lado, a torre de comando traseira era bem menos protegida, com suas laterais tendo cem milímetros de espessura e seu tubo de comunicação tendo apenas cinquenta milímetros de espessura.

## Navios
Os navios da Classe Habsburg foram os primeiros couraçados da Áustria-Hungria e suas construções marcaram o início de um programa de expansão naval. Eles foram construídos pela Stabilimento Tecnico Triestino em Trieste. O batimento de quilha do Habsburg ocorreu em 13 de março de 1899, seguido pelo batimento do Árpád em 10 de junho. O primeiro foi lançado ao mar em 9 de setembro de 1900, com os trabalhos de equipagem começando logo em seguida. As obras do Babenberg começaram pouco depois em 19 de janeiro de 1901, com o lançamento do Árpad acontecendo em 11 de setembro do mesmo ano. O Babenberg foi lançado ao mar em 4 de outubro de 1902 e o Habsburg foi comissionado na frota em 31 de dezembro. Os comissionamentos do Árpád e Babenberg ocorreram, respectivamente, em 15 de junho de 1903 e 15 de abril de 1904.
| Navio     | Construtor                     | Homônimo           | Batimento             | Lançamento             | Comissionamento        | Destino             |
| --------- | ------------------------------ | ------------------ | --------------------- | ---------------------- | ---------------------- | ------------------- |
| Habsburg  | Stabilimento Tecnico Triestino | Casa de Habsburgo  | 13 de março de 1899   | 9 de setembro de 1900  | 31 de dezembro de 1902 | Desmontados em 1921 |
| Árpád     | Stabilimento Tecnico Triestino | Arpades            | 10 de junho de 1899   | 11 de setembro de 1901 | 15 de junho de 1903    | Desmontados em 1921 |
| Babenberg | Stabilimento Tecnico Triestino | Casa de Babemberga | 19 de janeiro de 1901 | 4 de outubro de 1902   | 15 de abril de 1904    | Desmontados em 1921 |

## História

### Tempos de paz

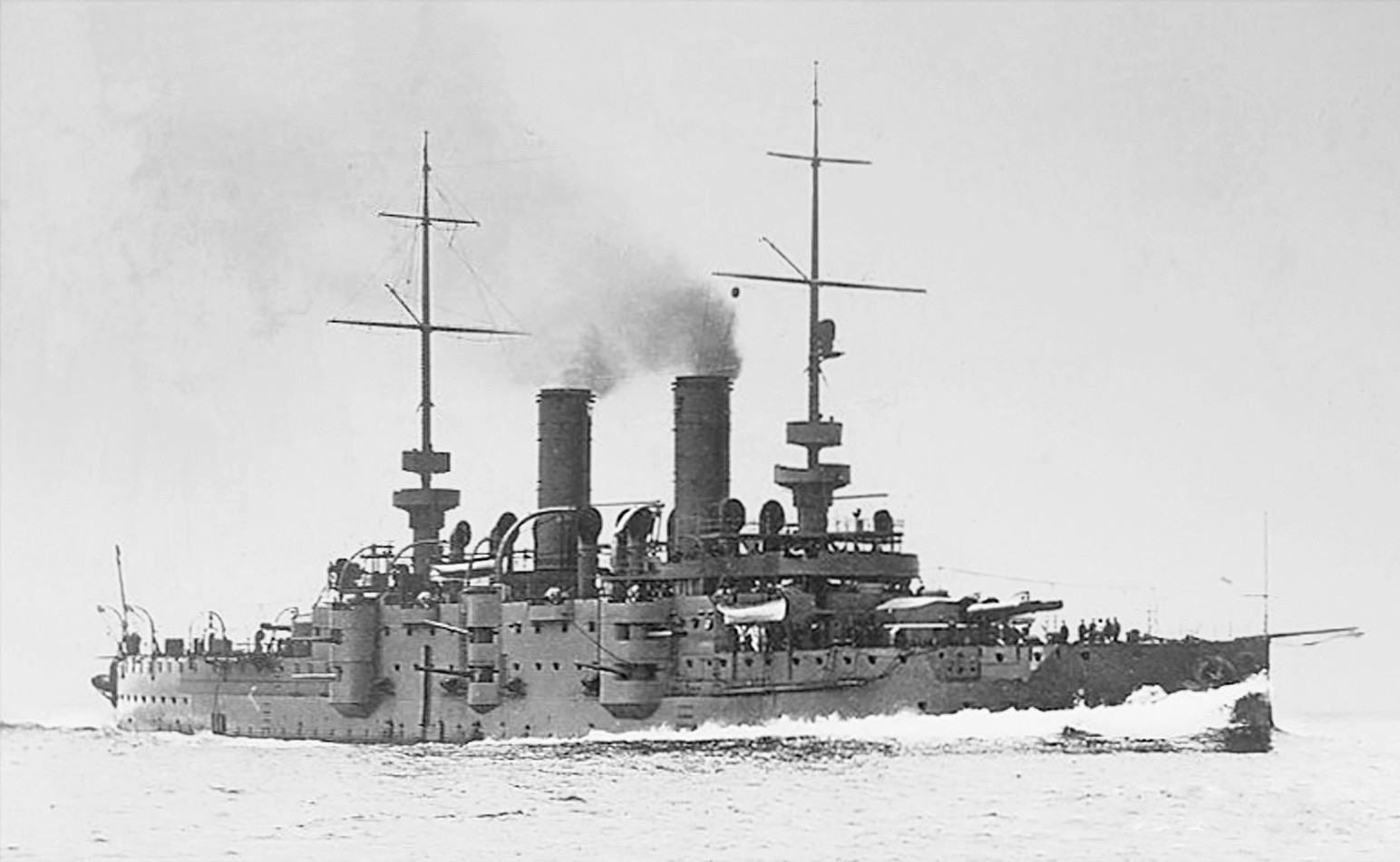
O Habsburg em 1901

O Habsburg e o Árpád participaram dos primeiros exercícios de frota da Marinha Austro-Húngara em meados de 1903, com o Babenberg juntando-se ao seus irmãos no ano seguinte para o segundo exercício. Durante estas manobras, os três membros da Classe Habsburg enfrentaram os três navios de defesa de costa da Classe Monarch em uma simulação de combate; esta foi a primeira vez na história naval austro-húngara que duas esquadras homogêneas de embarcações de guerra modernas operaram dentro da marinha. Os couraçados da Classe Habsburg formaram a 1ª Divisão, enquanto os navios da Classe Monarch formaram a 2ª Divisão. As embarcações também atuaram no Mar Mediterrâneo, com o Habsburg e os membros da Classe Monarch realizando um cruzeiro de treinamento pela região em janeiro de 1903. O Árpád juntou-se ao grupo em um cruzeiro semelhante no ano seguinte. Os couraçados da Classe Erzherzog Karl entraram em serviço entre 1906 e 1907 e os três navios da Classe Habsburg foram transferidos para a 2ª Divisão, com a Classe Monarch passando a formar a 3ª Divisão.

### Primeira Guerra
Os couraçados da Classe Habsburg estavam designados para a 3ª Divisão da 1ª Esquadra de Batalha da Marinha Austro-Húngara quando a Primeira Guerra Mundial começou em julho de 1914, com o Habsburg atuando como a capitânia da divisão sob o comando do capitão Miklós Horthy. Eles foram depois transferidos para a 4ª Divisão depois da entrada em serviço dos novos couraçados da Classe Tegetthoff. Por volta da mesma época, em agosto de 1914, as três embarcações foram mobilizadas junto com o restante da frota austro-húngara com o objetivo de apoiar a fuga dos cruzadores alemães SMS Goeben e SMS Breslau. Estes estavam servindo no Mediterrâneo quando a guerra começou e estavam tentando sair de Messina e escapar para o Império Otomano, ao mesmo tempo fugindo de navios britânicos. A Marinha Austro-Húngara deixou sua base em Pola assim que os alemães partiram de Messina e ela avançou até Brindisi, no sul da Itália, para cobrir os cruzadores, depois retornando em segurança para Pola.
A Itália declarou guerra contra a Áustria-Hungria em 23 de maio de 1915 e a Marinha Austro-Húngara realizou logo no dia seguinte um grande bombardeio contra Ancona e regiões próximas. O almirante Anton Haus, o Comandante da Marinha, liderou o ataque pessoalmente a bordo do Habsburg, mesmo a embarcação na época já estando muito obsoleta, pois ele não queria arriscar liderar os modernos couraçados da Classe Tegetthoff na dianteira da ação. Os três navios da Classe Habsburg fizeram parte da força principal do ataque, junto com os couraçados das classes Tegetthoff e Erzherzog Karl e o SMS Erzherzog Franz Ferdinand da Classe Radetzky. A força atacou diversas instalações portuárias e militares na cidade de Ancona e não enfrentaram resistência. Toda a operação foi um sucesso e a força retornou em segurança para Pola ao final do dia.
Pouco depois do bombardeio, em meados de 1916, os três navios da Classe Habsburg foram descomissionados e usados como navios de defesa costeira pelos dois anos seguintes. Suas tripulações foram transferidas para u-boots e para a força aérea. Os três brevemente retornaram para o serviço ativo em 1918 como navios de treinamento. Entretanto, a Áustria-Hungria foi derrotada na guerra em novembro do mesmo ano e, sob os termos do Tratado de Saint-Germain-en-Laye de setembro de 1919, o Habsburg, Árpád e Babenberg foram entregues ao Reino Unido como prêmios de guerra, porém acabaram sendo vendidos e desmontados na Itália em 1921.